# Teatro polaco de Vilna
El Teatro polaco de Vilna (en lituano: Vilniaus lenkų teatras) es un teatro en lengua polaca en Vilna, la capital de Lituania. Fue fundada en 1963 por la actriz y directora Irena Rymowicz. Llevó a cabo su primera comedia "Damas y Húsares" de Aleksander Fredro en 1965. En 1990, el teatro polaco en Vilna fue galardonado con una Medalla de Honor al Mérito colectivo de la Cultura Polaca en el Ministerio de Cultura de Polonia. Desde 1992, la directora artística y directora del teatro es Irena Litvinovič.En 1980, el teatro recibió el estatus oficial de teatro popular y fue nombrado Teatro Popular de Polonia Amateur. A partir de 1990, se le llama el Teatro polaco en Vilna (Teatr Polski w Wilnie). Desde 2001, el teatro está ubicado en la Casa de la Cultura Polaca en Vilnius.